# 검은 비너스
검은 비너스(Black Venus)는 벨기에에서 제작된 압델라티프 케시시 감독의 2010년 드라마 영화이다. 엘리나 로웬슨 등이 주연으로 출연하였고 찰스 길리버트 등이 제작에 참여하였다.

## 출연

### 주연
- 엘리나 로웬슨
- 올리비에 구르메

### 조연
- 조나단 파이나
- 장 크리스토프 부베
- 앙드레 제이콥스
- 올리비에 루스타우
- 에릭 모로
- 다이아나 스튜어트
- 랄프 아모조
- 질 마세론
- 진 코포론
- 필립 쉬우러

## 제작진
- 배역: 앤 프리미옷
- 배역: 모냐 갈비